# Ifugoa barringtoniae
Ifugoa barringtoniae är en insektsart som först beskrevs av Metcalf 1946.  Ifugoa barringtoniae ingår i släktet Ifugoa och familjen dvärgstritar. Inga underarter finns listade i Catalogue of Life.